# Blainville-sur-Mer
Blainville-sur-Mer – miejscowość i gmina we Francji, w regionie Normandia, w departamencie Manche.
Według danych na rok 1990 gminę zamieszkiwały 1113 osoby, a gęstość zaludnienia wynosiła 96 osób/km² (wśród 1815 gmin Dolnej Normandii Blainville-sur-Mer plasuje się na 204. miejscu pod względem liczby ludności, natomiast pod względem powierzchni na miejscu 412.).